# GS칼텍스 KIXX
GS칼텍스 서울 Kixx 배구단(GS Caltex Seoul Kixx Volleyball Team)은 한국 배구 연맹에 속한 대한민국의 프로 배구단으로 1970년에 창단한 호남정유 배구단이 모체다. 프로 출범 후 5시즌 동안 인천광역시를 연고지로 사용했으나 2009년 6월 18일 서울특별시로 연고지를 이전하였다. 홈 구장은 중구 장충체육관이다. '서울 GS칼텍스 배구단'의 명칭을 2009년 12월 'GS칼텍스 서울 Kixx 배구단'으로 바꾸었다. 2012~2013시즌 장충체육관 리모델링 공사로 인해 구미시에 위치한 박정희체육관을 임시 홈 구장으로 사용했으며 장충체육관 리모델링 공사가 2014년 11월까지 지연되어 평택시의 이충문화체육센터 실내체육관을 2013~2014시즌, 2014-2015시즌 홈구장으로 사용하다가 2015년 1월 17일에 장충체육관으로 복귀하였다.

## 역사

### 1970~80년대
GS칼텍스는 1968년 경성방직(현 경방) 여자배구단으로 창단하어 운영하다가 1970년 9월 8일에 락희그룹에 인수되어 호남정유 여자 배구단으로 구단명을 변경했다. 1970년대 여자 배구의 최강자이자 정유업계의 경쟁 업체였던 대한석유공사(現 SK에너지, 대한석유공사)와 라이벌 관계를 이뤘다. 호남정유 여자배구단은 당시 고교 최강팀이었던 풍문여고 선수들을 스카웃하여 팀을 정비하고 1974년 9월 2차실업배구연맹전에서 팀의 사상 첫 우승을 일궈냈다.

### 1990년대
1990년대 대한민국 여자 배구계는 '호남정유 배구단의 시대'라고 해도 과언이 아닐 정도로 1990년대에 압도적인 성적을 냈다. 그래서 호남정유 배구단은 무적 함대라고 불렸다. 1991년 3월부터 1995년 1월 3일 당시 류화석 감독이 이끌었던 선경인더스트리에게 1:3으로 패해 연승 행진이 멈출 때까지 무려 92연승을 기록했다. 호남정유는 김철용 감독의 지도 아래 장윤희, 이도희, 박수정, 홍지연, 정선혜 등 국가대표팀 출신 선수들이 주축이 되어 1990~91 대통령배 대회부터 1998~1999년 슈퍼리그에 이르기까지 무려 9년 연속 우승을 거두게 된다. 히로시마 아시안 게임의 여자 배구 금메달 역시 김철용 감독은 물론 대부분 호남정유 배구단 선수들이 주축이 되었다.
1995년 슈퍼 리그에서는 보기 드물게 라이벌 팀 한일합섬에서 무등록 선수를 출전시키는 바람에 호남정유가 몰수 우승을 차지한 이색적인 기록이 있다.

### 2000년대
일부 주전들의 노쇠화와 은퇴로 2000년대 들어 현대건설에게 챔피언 자리를 늘 내주고 프로화 이후에는 KT&G와 흥국생명에게 밀렸다. 2003년에 오랫동안 함께하였던 김철용 감독도 물러나 고려증권 출신의 박삼용 감독에게 사령탑을 내준 이후에도 성적 부진이 계속되어 2006년에 박삼용 감독도 물러났다.(박삼용 감독은 이후 KT&G에서 김의성 감독의 재계약을 포기하고 영입하여 감독으로 복귀 후 2010년에 첫 우승을 차지한다.) 프로 배구가 출범한 후 GS칼텍스는 신인 드래프트에서 상위지명을 받아 김민지, 나혜원 등 유망주들을 영입했지만 그들을 이끌 고참들이 없어 경험은 부족한 '가능성'만 있는 팀이었다. 2005 시즌부터 내리 4위-5위-4위를 기록하며 하위권에 머물렀다. 이희완 감독도 2007년 시즌 중반에 위암 판정을 받고 물러나 이성희 수석코치가 감독 대행을 맡는 등 코칭스태프에서 혼선이 이어졌다.
GS칼텍스는 2007 오프시즌부터 시행된 FA 계약에서 수원 현대건설 힐스테이트로부터 정대영과 이숙자를 영입했고, 한국도로공사와의 트레이드에서 김소정을 영입하는 등 전력보강에 힘을 썼다. 또한, 신인 드래프트에서 고교생 국가대표 배유나를 뽑는 이변을 연출함으로써 단번에 우승 후보로 떠올랐다. 그러나 정대영의 맹장 수술을 비롯하여 주전 선수들의 부상과, 세터 이숙자와 공격수들 간의 호흡이 문제되며 시즌을 불안하게 시작했다. 또, 사령탑을 맡고 있는 이희완 감독이 위암 수술을 받아 이희완 감독을 대신하여 이성희 수석코치가 감독 대행으로 벤치를 지키는 등 악재가 계속되었다. 이로 인해 팀 성적도 6연패를 기록하기도 했다. 하지만 서울 중립 경기 이후, 컨디션 난조를 보이던 정대영과 센터 포지션과 라이트 포지션을 오가며 갈팡질팡하던 배유나가 센터에서 세터 이숙자와의 호흡이 살아나고, 수비가 점차 좋아지면서 6라운드에서는 리그 1·2위팀 인천 흥국생명 핑크스파이더스와 대전 KGC인삼공사를 모두 꺾기도 했다. 2008년 3월 2일, 리그 4위팀 성남 한국도로공사 하이패스 제니스와의 7라운드 경기에서 세트 스코어 3:2로 승리하며 정규리그 3위 팀까지 주어지는 플레이오프 진출 티켓을 확정지었다. 플레이오프에서 KT&G를 2승으로 물리치고 챔피언 결정전에 진출했고, 천안 유관순체육관에서 열린 첫 경기를 흥국생명 핑크스파이더스에게 내주었으나, 이 후 내리 3경기를 따내며 게임 스코어 3승 1패 흥국생명을 물리치고 1998~1999년 슈퍼리그 우승 이후 9년 만에, 프로 전환 후 최초로 우승을 차지했으며, 챔피언 결정전 MVP는 현대건설에서 FA로 영입한 정대영 선수가 차지했다. 이 공로로 이성희 수석코치는 정식 감독으로 승격되었다.

### 2010년대
이성희 감독은 2009-10 시즌 플레이오프에서 결승 진출에 실패한 이후 사임하여 잠시 감독관을 거쳐 대전 KGC인삼공사의 수석코치로 옮겼고, 조혜정 감독을 새로 선임했으나 극도의 부진으로 사임하였다. 이후 이선구 감독이 취임하여 2012년 KOVO컵에서 우승을 차지했다. NH농협 2012~2013 V-리그에서 화성 IBK기업은행 알토스에 챔피언 결정전에 패해 준우승에 머물렀으나, NH농협 2013~2014 V-리그에서 화성 IBK기업은행 알토스를 상대로 - 베띠의 몰빵공격에 힘입어 - 3승 2패의 전적으로 우승을 차지했다.

## 선수단
1. 한수지
2. 김주희
3. 한다혜
4. 레티치야 모마 바소코
5. 안혜진
6. 오지영
7. 강소휘
8. 최은지
9. 한수진
10. 김지원
11. 문명화
12. 김유리
13. 문지윤
14. 권민지
15. 유서연
16. 오세연
17. 윤결
18. 김보빈
19. 김도연

## 역대 경영진

### 역대 구단주
서정귀 - 구평회 - 구두회 - 허동수 - 허진수 - 허세홍

### 역대 단장
심상용 - 홍창표 - 변규칠 - 김종환 - 신준상 - 문성웅 - 김상배 - 이상수 - 권택종 - 한웅수 - 강명원 - 한병석

### 역대 부단장
이재하

### 역대 부장(사무국장)
오민환 - 변상만 - 곽형린 - 김창환 - 이상기 - 박문영 - 엄승종 - 황정환 - 김원규 - 남영일 - 이병무 - 강명원 - 한병석 - 성동훈 - 강명원 - 김태주 - 김용희

### 역대 총무
차상백 - 엄승종 - 전오식 - 김승평 - 최국진 - 김선홍 - 정학원 - 김용희 - 이미애 - 연규욱 - 정성문

## 역대 코칭 스태프

### 역대 감독
장동은 - 한명섭 - 석태환 - 표공일 - 박승수 - 김철용 - 박삼용 - 이희완 - 이성희 - 조혜정 - 이선구 - 차상현 - 이영택

### 역대 코치
김진희 - 박대식 - 한명섭 - 표공일 - 김영석 - 전대석 - 문광일 - 김용기 - 신일균 - 차해원 - 이정철 - 황현주 - 김상보 - 신만근 - 이성희 - 김태종 - 김기중 - 서남원 - 신만근 - 장윤희 - 송성기 - 이도희 - 차상현 - 김동성 - 차해원 - 신보식 - 다카하시 히로

## 역대 성적

### 프로화 이전
| 대회     | 시즌 | 순위   |
| -------- | ---- | ------ |
| 대통령배 | 1988 | 준우승 |
| 대통령배 | 1990 | -      |
| 대통령배 | 1991 | 우승   |
| 대통령배 | 1992 | 우승   |
| 대통령배 | 1993 | 우승   |
| 대통령배 | 1994 | 우승   |
| 슈퍼리그 | 1995 | 우승   |
| 슈퍼리그 | 1996 | 우승   |
| 슈퍼리그 | 1997 | 우승   |
| 슈퍼리그 | 1998 | 우승   |
| 슈퍼리그 | 1999 | 우승   |
| 슈퍼리그 | 2000 | 준우승 |
| 슈퍼리그 | 2001 | 준우승 |
| 슈퍼리그 | 2002 | 3위    |
| 슈퍼리그 | 2003 | -      |
| V-Tour   | 2004 | 5위    |

### KOVO 출범
- V-리그

| 리그    | 시즌 | 정규리그 | 정규리그 | 정규리그 | 정규리그 | 정규리그   | 포스트시즌 |
| 리그    | 시즌 | 경기수   | 승       | 패       | 승점     | 순위       | 포스트시즌 |
| ------- | ---- | -------- | -------- | -------- | -------- | ---------- | ---------- |
| V-리그  |      |          |          |          |          |            |            |
| 2005    | 16   | 4        | 12       | 20       | 4위      | 진출 실패  |            |
| 2005-06 | 28   | 6        | 22       | 6        | 5위      | 진출 실패  |            |
| 2006-07 | 24   | 8        | 16       | 8        | 4위      | 진출 실패  |            |
| 2007-08 | 28   | 14       | 14       | ―        | 3위      | 우승       |            |
| 2008-09 | 28   | 19       | 9        | ―        | 1위      | 준우승     |            |
| 2009-10 | 28   | 16       | 12       | ―        | 3위      | 플레이오프 |            |
| 2010-11 | 24   | 4        | 20       | ―        | 5위      | 진출 실패  |            |
| 2011-12 | 30   | 10       | 20       | 33       | 6위      | 진출 실패  |            |
| 2012-13 | 30   | 21       | 9        | 62       | 2위      | 준우승     |            |
| 2013-14 | 30   | 20       | 10       | 57       | 2위      | 우승       |            |
| 2014-15 | 30   | 8        | 22       | 28       | 5위      | 진출 실패  |            |
| 2015-16 | 30   | 15       | 15       | 47       | 4위      | 진출 실패  |            |
| 2016-17 | 30   | 12       | 18       | 37       | 5위      | 진출 실패  |            |
| 2017-18 | 30   | 14       | 16       | 40       | 4위      | 진출 실패  |            |
| 2018-19 | 30   | 18       | 12       | 52       | 3위      | 플레이오프 |            |
| 2019-20 | 27   | 19       | 8        | 54       | 2위      | 미진행     |            |
| 2020-21 | 30   | 20       | 10       | 58       | 1위      | 우승       |            |
| 2021-22 | 31   | 20       | 11       | 62       | 2위      | 미진행     |            |
| 2022-23 | 36   | 16       | 20       | 48       | 6위      | 진출 실패  |            |

- KOVO컵

| 대회           | 시즌 | 순위   |
| -------------- | ---- | ------ |
| KOVO컵         | 2006 | -      |
| KOVO컵         | 2007 | 우승   |
| IBK기업은행컵  | 2008 | 4강    |
| IBK기업은행컵  | 2009 | -      |
| IBK기업은행컵  | 2010 | 4강    |
| IBK기업은행컵  | 2011 | -      |
| 수원컵         | 2012 | 우승   |
| 우리카드컵     | 2013 | 4강    |
| 우리카드컵     | 2014 | 준우승 |
| KOVO컵         | 2015 | -      |
| KOVO컵         | 2016 | 4강    |
| 넥스컵         | 2017 | 우승   |
| 한국도로공사컵 | 2018 | 준우승 |
| MG새마을금고컵 | 2019 | 4강    |

## 우승 경력

### 리그
- V-리그
  - 우승 (3): 2007-08, 2013-14, 2020-21

- 대통령배 배구대회/슈퍼리그/V투어
  - 우승 (9): 1991, 1992, 1993, 1994, 1995, 1996, 1997, 1998, 1999

### 컵대회
- KOVO컵
  - 우승 (4): 2007, 2012, 2017, 2020, 2022

## 홈구장
- 도원실내체육관 (2005년~2009년)
- 장충체육관 (2009년~2013년)
- 박정희체육관 (2013년~2014년, 임시)
- 이충문화체육센터 실내체육관 (2014년~2015년, 임시)
- 장충체육관 (2015년~현재)